# Senegalia monacantha
Senegalia monacantha là một loài thực vật có hoa trong họ Đậu. Loài này được (Willd.) Seigler & Ebinger mô tả khoa học đầu tiên năm 2006.